# Lijst van voetbalinterlands Indonesië - Nederland
Deze lijst van voetbalinterlands is een overzicht van alle officiële voetbalwedstrijden tussen de nationale teams van Indonesië (speelde tot 1945 onder de naam Nederlands-Indië) en Nederland. De landen hebben tot op heden twee keer tegen elkaar gespeeld. De eerste ontmoeting, een vriendschappelijke wedstrijd, werd gespeeld in Amsterdam op 26 juni 1938. Het laatste duel, eveneens een vriendschappelijke wedstrijd, vond plaats op 7 juni 2013 in Jakarta.

## Wedstrijden
| № | № Int NED | Plaats    | Datum        | Competitie        | Wedstrijd                    | Uitslag |
| - | --------- | --------- | ------------ | ----------------- | ---------------------------- | ------- |
| 1 |           | Amsterdam | 26 juni 1938 | Vriendschappelijk | Nederland – Nederlands-Indië | 9 – 2   |
| 2 | 732       | Jakarta   | 7 juni 2013  | Vriendschappelijk | Indonesië – Nederland        | 0 – 3   |

## Samenvatting
| Competitie        | Totaal gespeeld | Winst Indonesië | Gelijk | Winst Nederland | Doelsaldo Indonesië – Nederland |
| ----------------- | --------------- | --------------- | ------ | --------------- | ------------------------------- |
| Vriendschappelijk | 2               | 0               | 0      | 2               | 2 − 12                          |
| Totaal            | 2               | 0               | 0      | 2               | 2 − 12                          |

Wedstrijden bepaald door strafschoppen worden, in lijn met de FIFA, als een gelijkspel gerekend.

## Details

### Eerste ontmoeting
| Vriendschappelijk (Amsterdam, Nederland, 26 juni 1938): |       |                                       |
| Nederland | 9 – 2 | Nederlands-Indië                      |
| Henk van Spaandonck 12' Jan Linssen 13' Piet Dumortier 15' Piet Dumortier 21' Piet Dumortier 23' Guus Dräger 46' Arie de Vroet 48' Guus Dräger 69' Piet Dumortier 78' | goals | 40' Hans Taihuttu 45' Tjaak Pattiwael |

### Tweede ontmoeting
| Vriendschappelijk (Jakarta, Indonesië, 7 juni 2013): |       |                                                    |
| Indonesië                                            | 0 – 3 | Nederland                                          |
|                                                      | goals | 57' Siem de Jong 67' Siem de Jong 89' Arjen Robben |